# Wilhelm Flügge
Wilhelm M. Flügge (Greiz, 18 de março de 1904 — Los Altos (Califórnia), 19 de março de 1990) foi um engenheiro alemão.

## Vida
Casou com Irmgard Flügge-Lotz. Irmã de Siegfried Flügge.
Em 1934 publicou sua mais notável obra, Statik und Dynamik der Schalen (em alemão), traduzida em 1960 para o inglês, Stresses in shells. Foi na época o padrão internacional sobre a teoria de cascas.
Recebeu a Medalha Theodore von Karman (1970).

## Obras
- Statik und Dynamik der Schalen, Springer Verlag 1934, 2ª Edição 1957, 3ª Edição 1962, Reimpressão 1981 
  - Edição em inglês: Stresses in Shells, Springer Verlag 1960, 1973
- Viscoelasticity, Blaisdell 1967, 2ª Edição, Springer Verlag 1975
- Editor: Handbook of engineering mechanics, McGraw Hill 1962
- Festigkeitslehre, Springer Verlag 1967
- Tensor analysis and continuum mechanics, Springer Verlag 1972
- Stresses in Shells, Springer Verlag 1973